# Сант'Анђело (Венеција)
Сант'Анђело (итал. Sant'Angelo) је насеље у Италији у округу Венеција, региону Венето.
Према процени из 2011. у насељу је живело 1407 становника. Насеље се налази на надморској висини од 12 м.